# هراشيك جافاخيان
هراشيك جافاخيان (مواليد 6 يوليو 1984) هو ملاكم أرميني، مثّل بلاده في الألعاب الأولمبية الصيفية 2008.

## روابط خارجية
هراشيك جافاخيان على موقع بوكس ريك (الإنجليزية) (registration required)
- هراشيك جافاخيان على موقع اللجنة الأولمبية الدولية (الإنجليزية)
- هراشيك جافاخيان على موقع أوليمبيديا (الإنجليزية)